# Karl Mohrmann

Karl Mohrmann um 1914

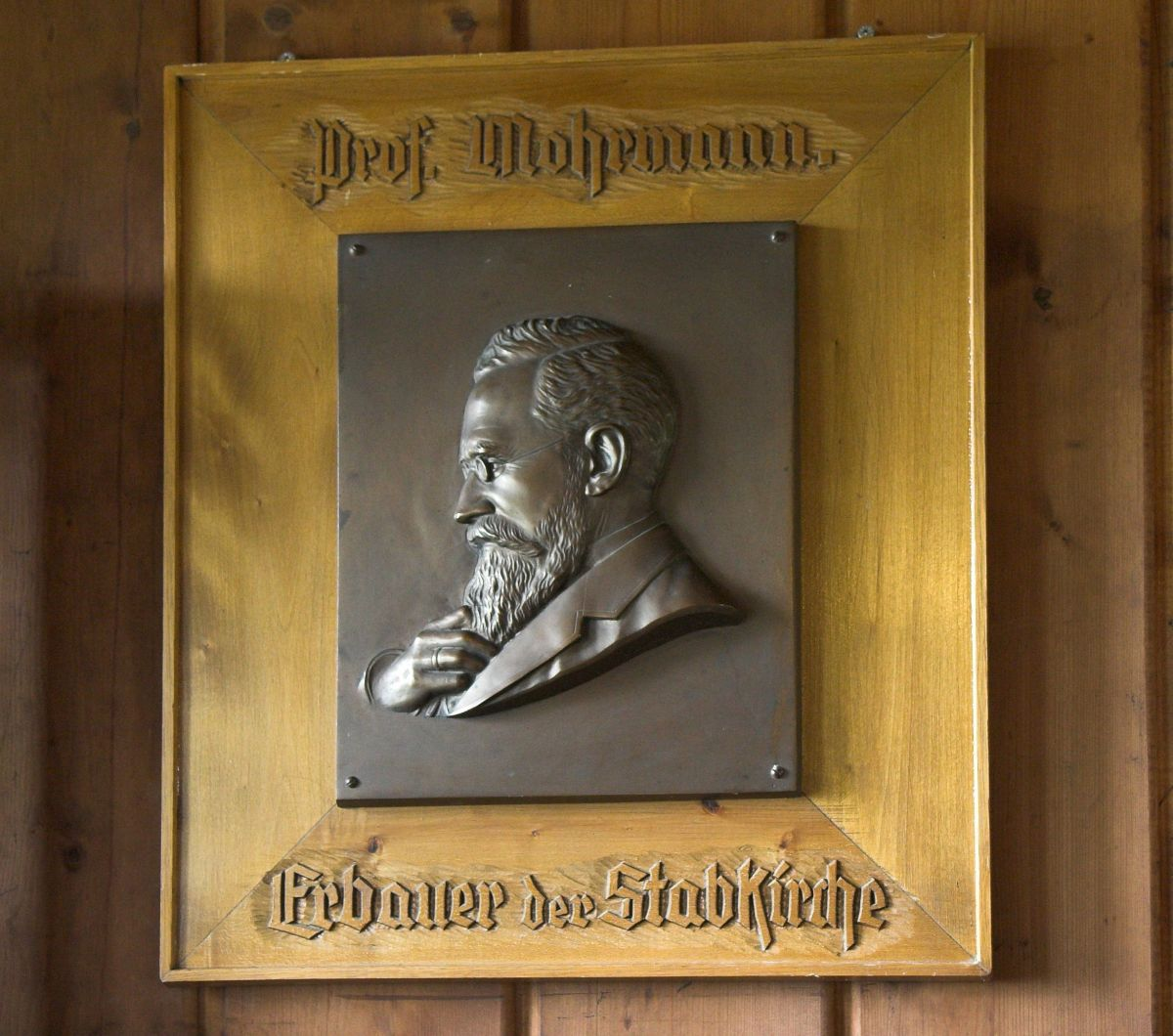
Gedenktafel in der Gustav-Adolf-Stabkirche in Hahnenklee

Karl Mohrmann (* 21. Juli 1857 in Einbeck; † 26. April 1927 in St. Georgen; vollständiger Name: Karl Heinrich Friedrich Mohrmann) war ein deutscher Architekt, Konsistorial-Baumeister und Hochschullehrer sowie zeitweise Rektor an der Technischen Hochschule Hannover. Zu seinen bekanntesten Bauten zählen die Gustav-Adolf-Stabkirche in Hahnenklee und die Bethlehemkirche in Hannover-Linden-Nord.

## Leben

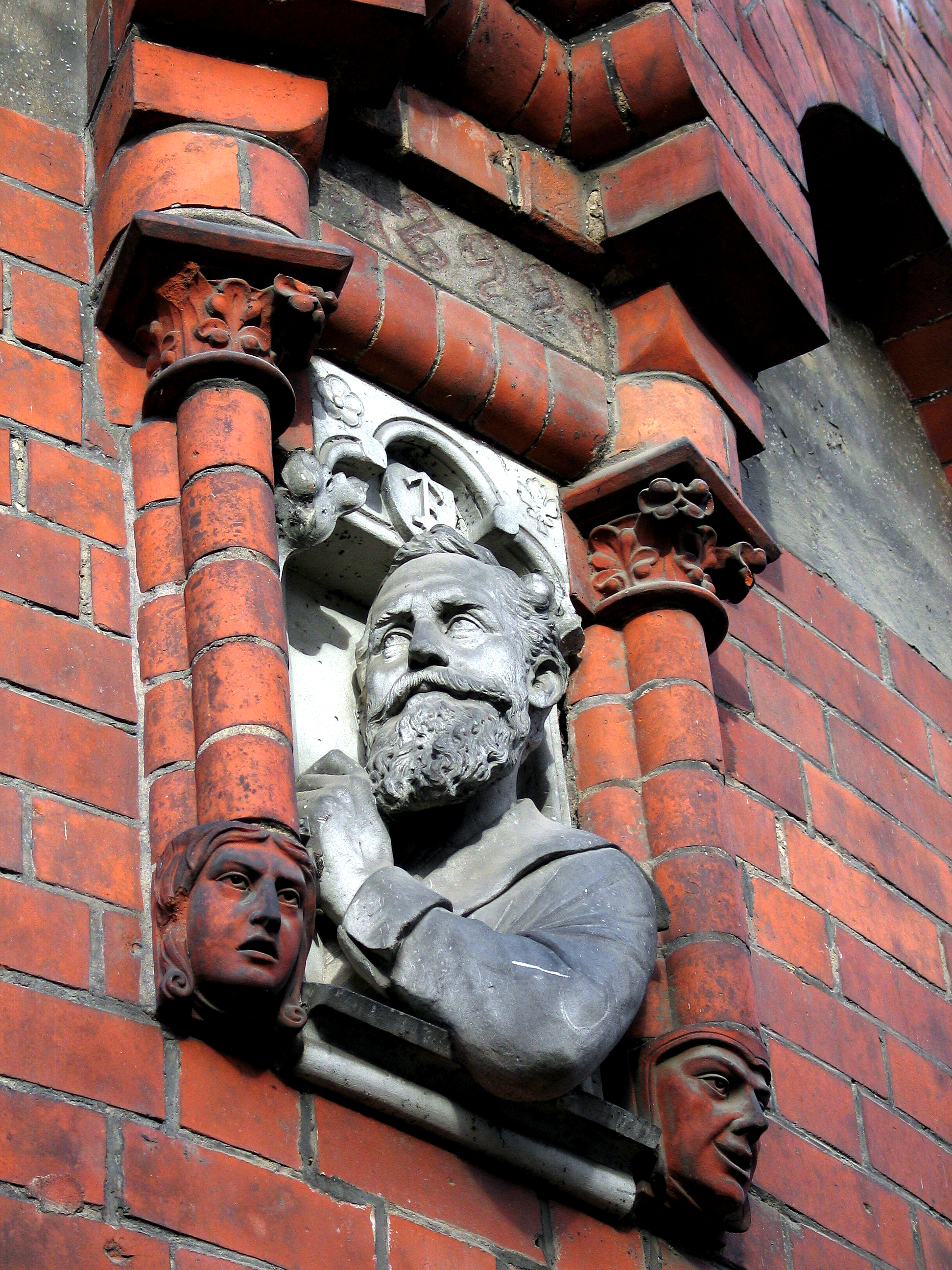
Dreiviertel-Plastik des Bauherrn am Haus Mohrmann in Hannover-Nordstadt

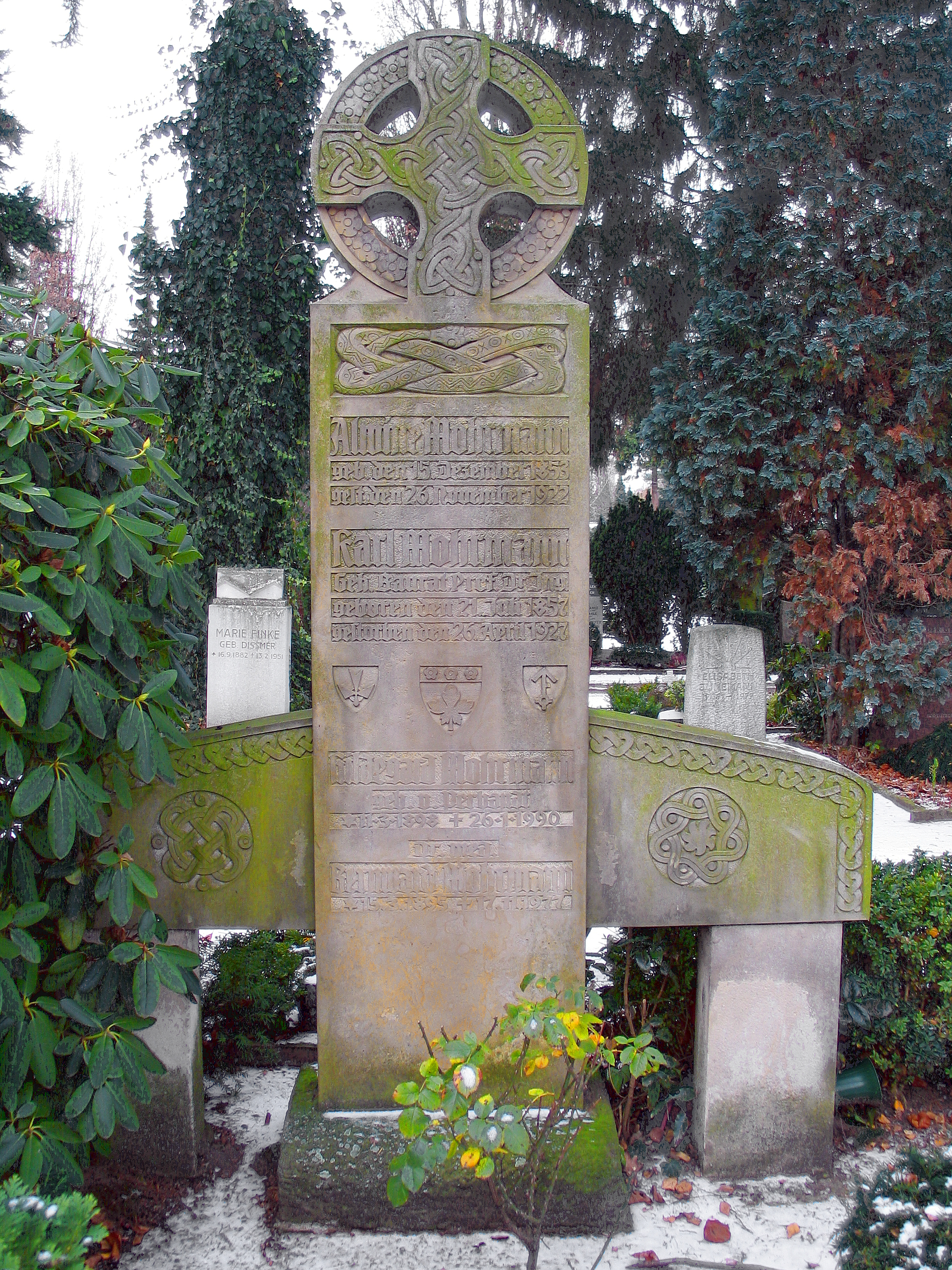
Grabmal der Familie auf dem Neuen St.-Nikolai-Friedhof

### Werdegang
Karl Mohrmann wuchs in Einbeck als Sohn des Malers Friedrich Mohrmann auf. Nach der Reifeprüfung studierte er ab 1873 das Baufach als Schüler von Conrad Wilhelm Hase in Hannover und in Berlin. 1886 wurde er Privatdozent für Bauwesen in Hannover. 1887 ging er als ordentlicher Professor für Architektur nach Riga, wo er auch an der Restaurierung des Doms beteiligt war. 1892 kehrte er an die Technische Hochschule Hannover zurück und trat dort die Nachfolge von Conrad Wilhelm Hase als Ordinarius für mittelalterliche Baukunst und Entwerfen öffentlicher Gebäude an. Im Zuge seiner Beschäftigung mit Kirchenbauten baute Mohrmann 1890 die grafostatische Untersuchung räumlicher Gewölbe aus.
Ab 1898 war Karl Mohrmann als nebenamtlicher Konsistorialbaumeister der Evangelisch-lutherischen Landeskirche Hannovers tätig und erbaute oder restaurierte in dieser Eigenschaft Kirchen, Pfarrhäuser und Privathäuser. 1909 erhielt er den Titel eines Geheimen Baurats. 1911 bis 1913 war er Rektor der Technischen Hochschule. Mohrmann bereiste unter anderem Italien, Dänemark, Schweden, Norwegen, Großbritannien, Afrika und Amerika.
Mohrmann engagierte sich zudem stark in der Gesellschaft. So war er beispielsweise 1901 Mitgründer und von 1912 bis 1914 Vorsitzender des Heimatbunds Niedersachsen, war Vorsitzender der von Hase gegründeten Bauhütte zum weißen Blatt, im Vorstand des Hannoverschen Kunstvereins und Vorsitzender des 1888 gegründeten Heraldischen Vereins „Zum Kleeblatt“', Trägerverein der Niedersächsischen Wappenrolle.
Nach seiner Emeritierung 1924 verlegte er seinen Lebensschwerpunkt nach St. Georgen bei Freiburg im Breisgau, wo er eine kleine Villa besaß. Dort starb er kurz vor Vollendung seines 70. Lebensjahres. Seine Urne wurde in Hannover auf dem Neuen St.-Nikolai-Friedhof beigesetzt.
Der Nachlass von Karl Mohrmann findet sich im Stadtarchiv Hannover.

## Bauwerke (unvollständig)
- 1899–1900: Haus Mohrmann in Hannover-Nordstadt, Herrenhäuser Kirchweg 11, eigenes Wohnhaus[4]
- 1901–1902: Ev.-luth. Martin-Luther-Kirche in Bremen-Blumenthal
- bis 1902: Häuser Reinholdstraße 5, 7, 9 im Landhausviertel in Hannover-Nordstadt[5]
- 1902: Ev.-luth. St.-Ansgari-Kirche in Oldenburg-Eversten
- 1902–1904: Bethlehemkirche in Hannover-Linden-Nord
- 1902–1904: Ev.-luth. St.-Johannis-Kirche in Hannover-Misburg-Nord
- 1905–1906: Lutherkirche Hamburg-Eißendorf
- 1906–1907: Ev.-luth. Jerusalemkirche in Wendeburg-Rüper[6]
- 1906–1908: Ev.-luth. Kirche St. Michael mit Pfarrhaus in Bremen-Grohn
- 1907–1908: Gustav-Adolf-Stabkirche in Hahnenklee[7]
- 1911: St. Michaelis-Kirche in Hamburg-Neugraben-Fischbek
- 1922: Ev.-luth. St.-Briccius-Kirche in Ilsede-Adenstedt

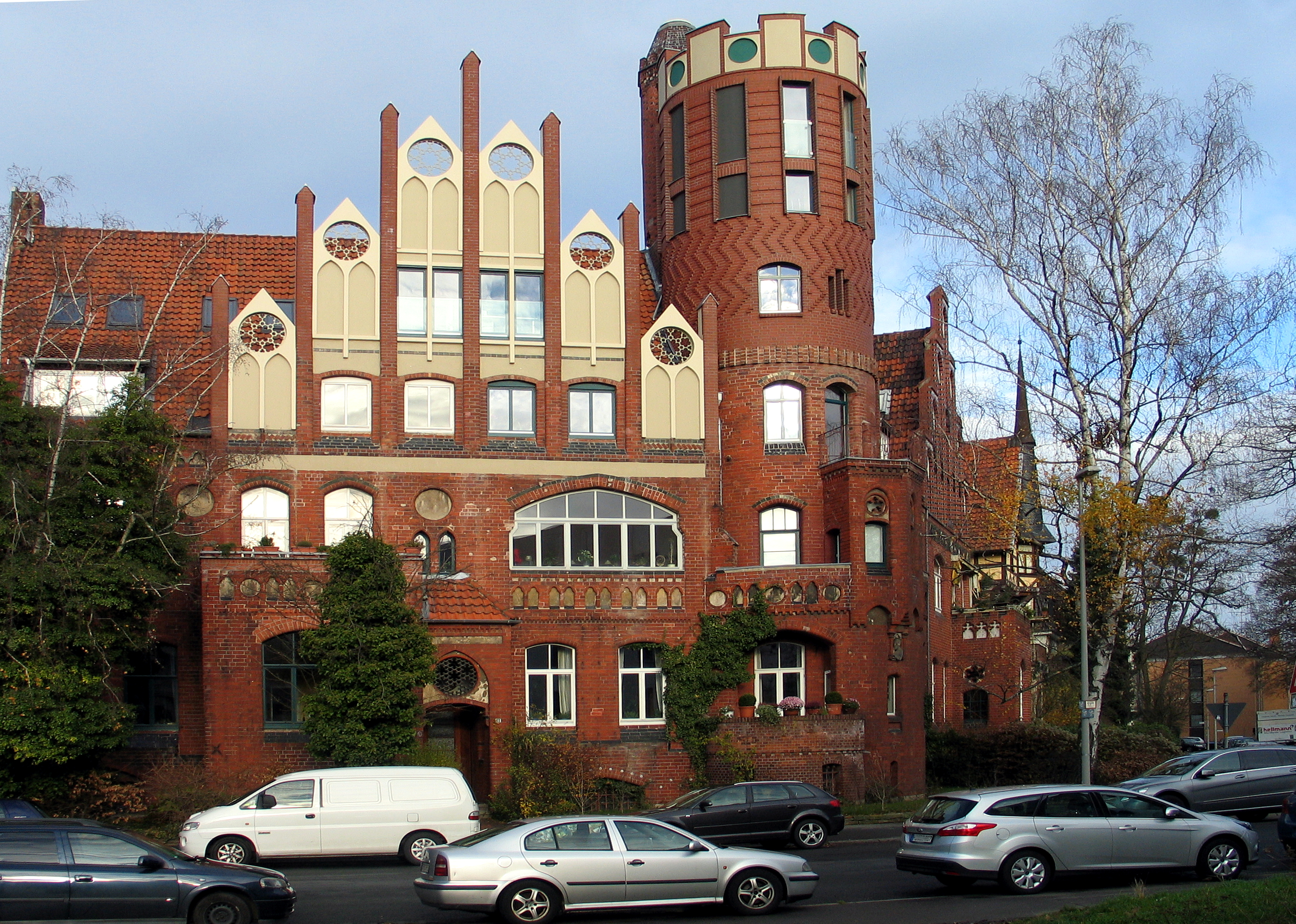
Haus Mohrmann in Hannover-Nordstadt
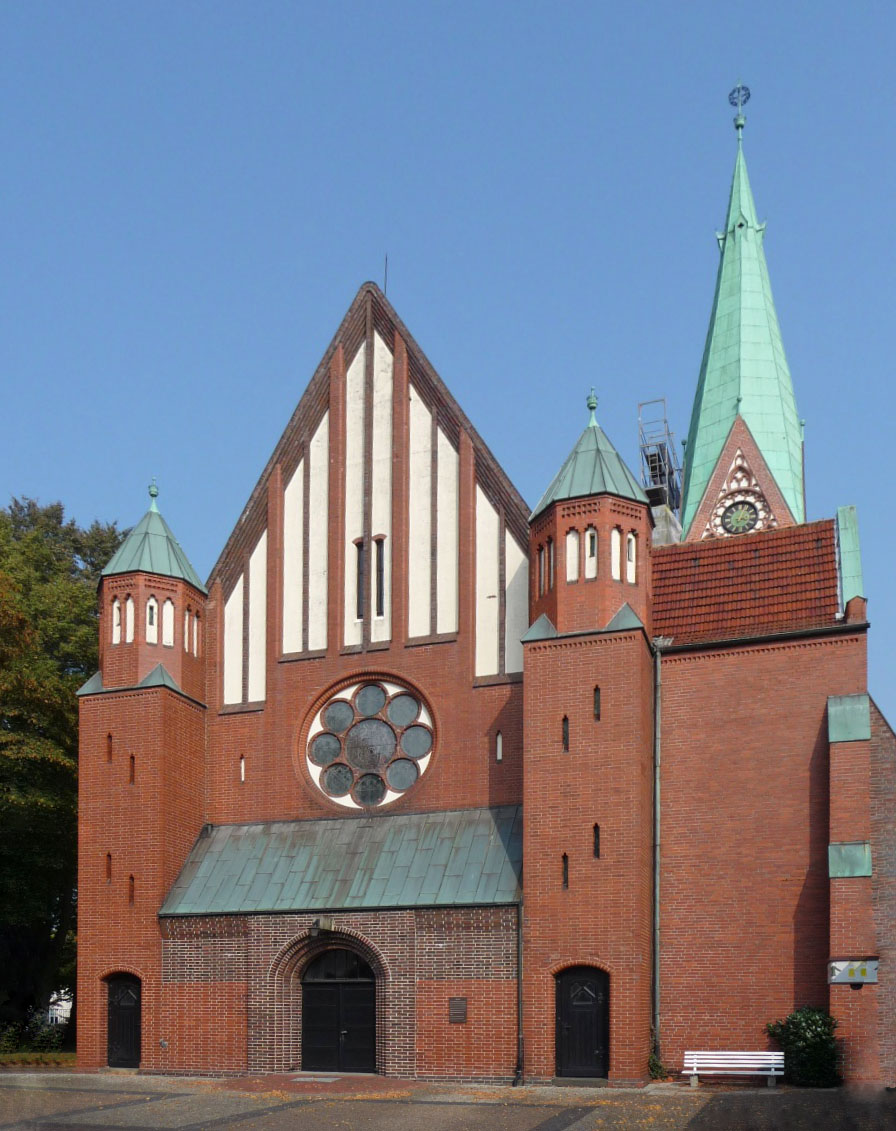
Martin-Luther-Kirche in Bremen-Blumenthal
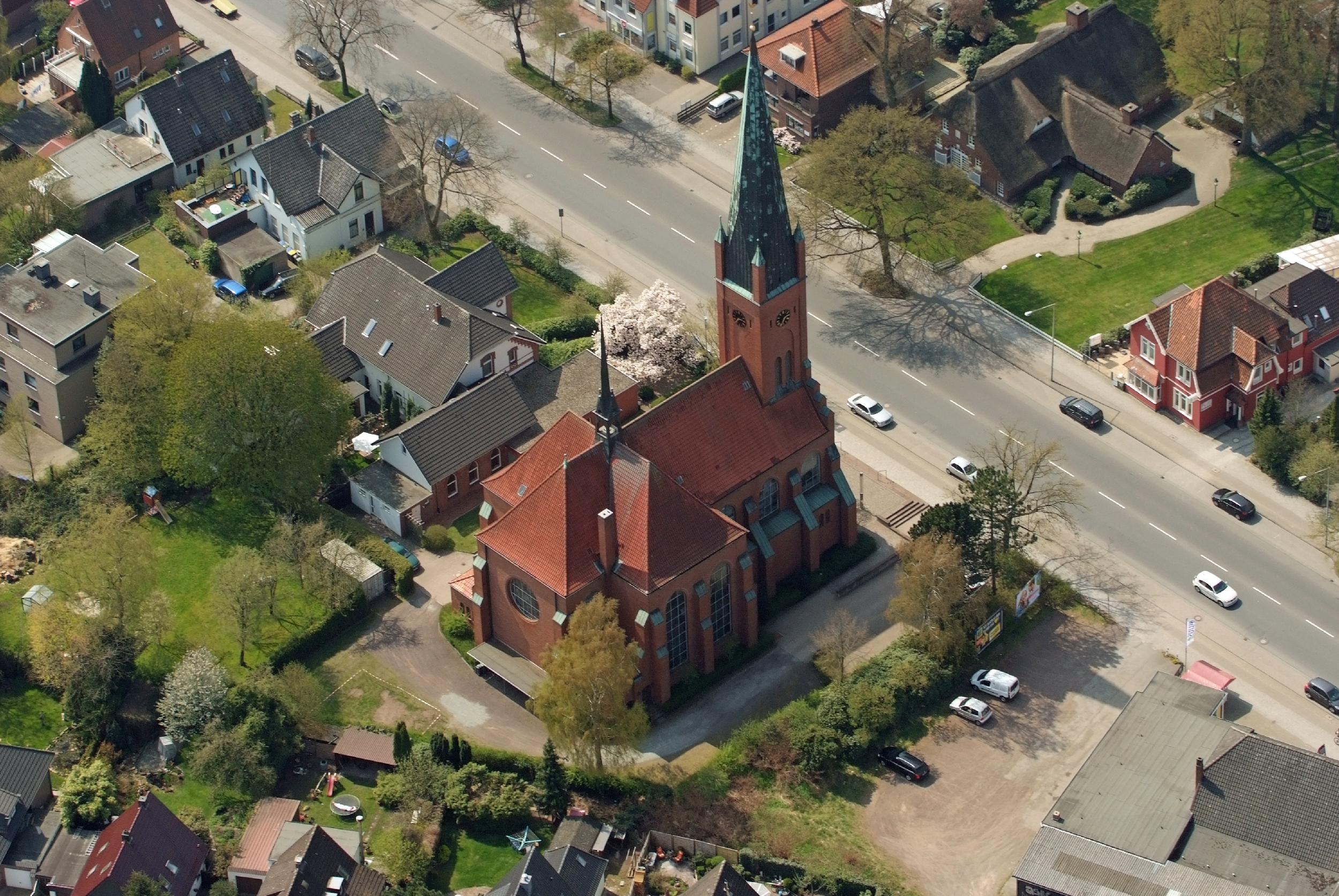
St. Ansgari-Kirche in Oldenburg-Eversten
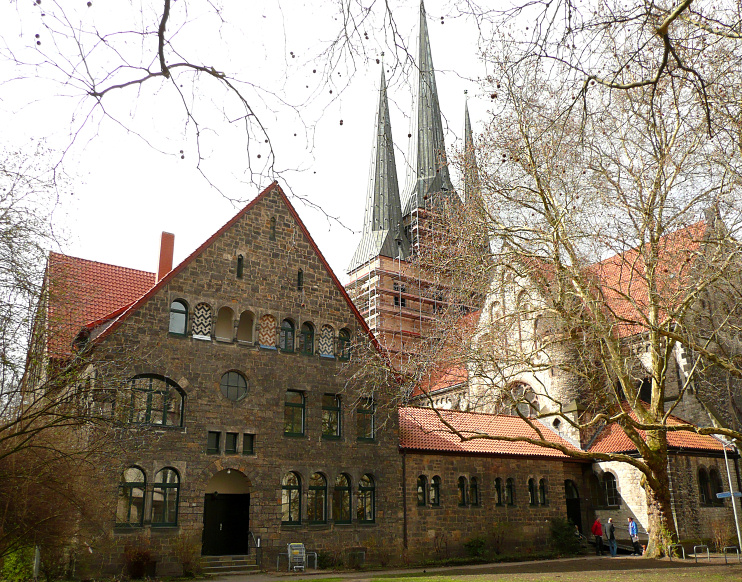
Bethlehemkirche in Hannover-Linden-Nord
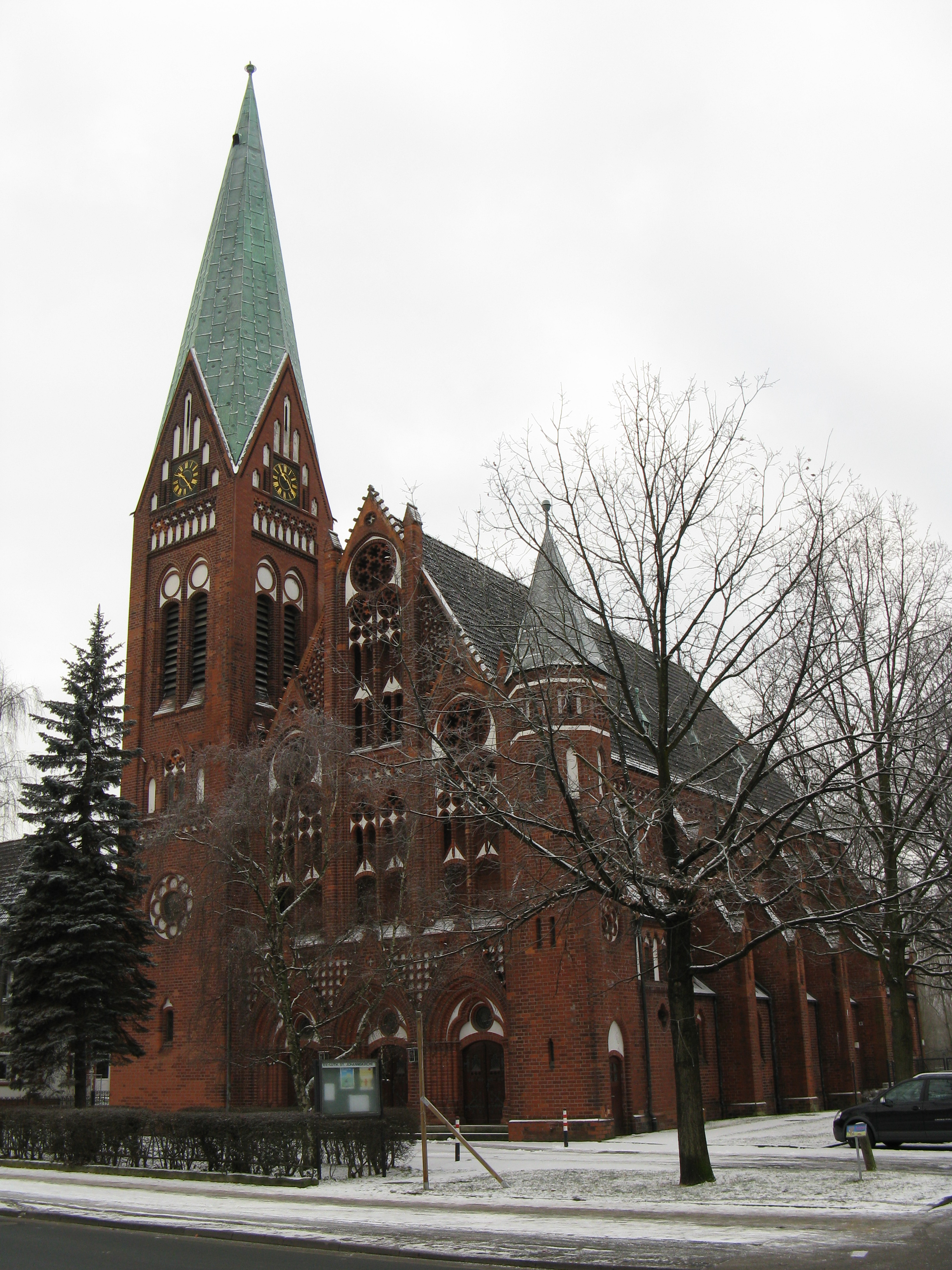
St.-Johannis-Kirche in Hannover-Misburg-Nord
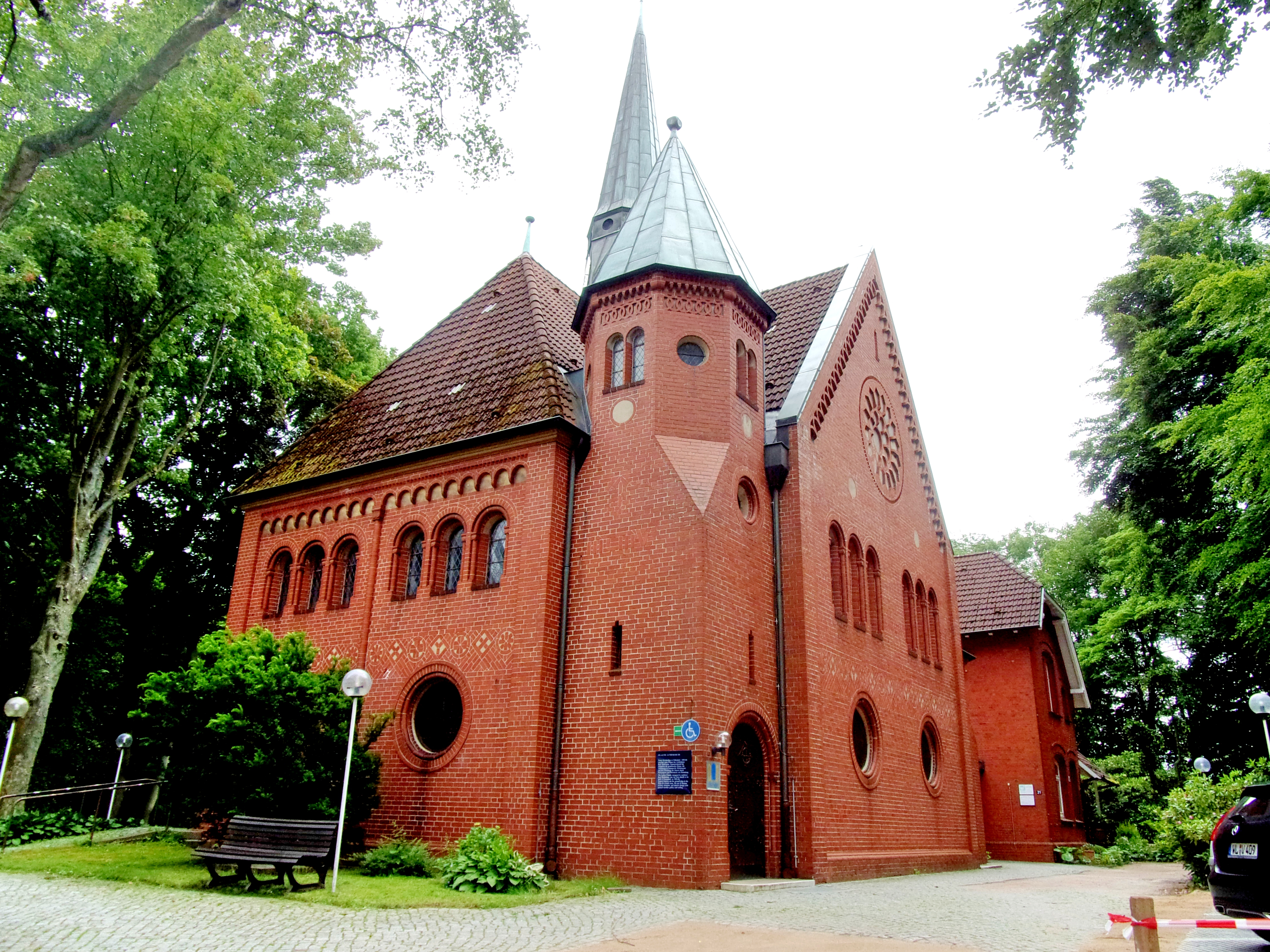
Lutherkirche Hamburg-Eißendorf
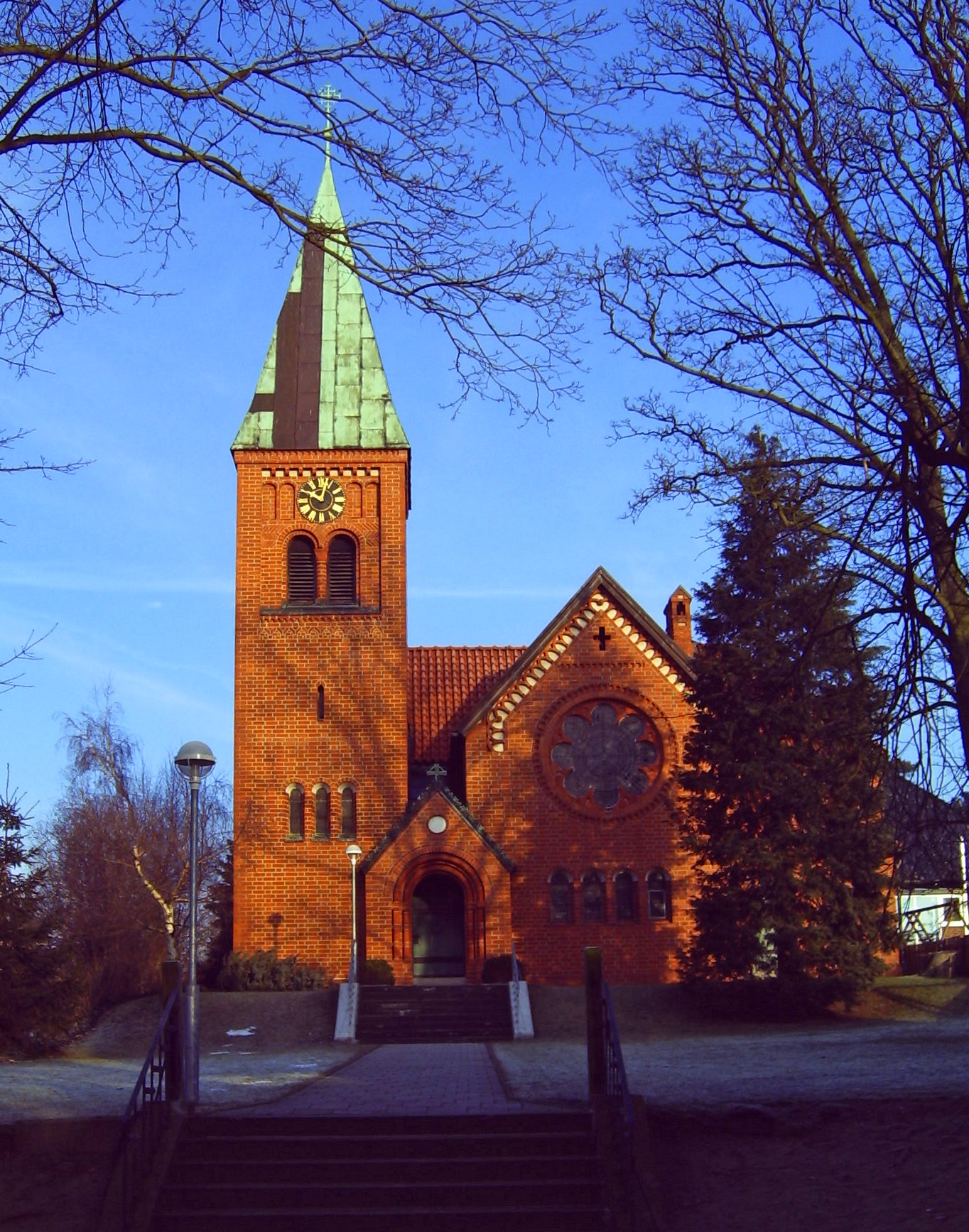
Jerusalemkirche in Wendeburg-Rüper
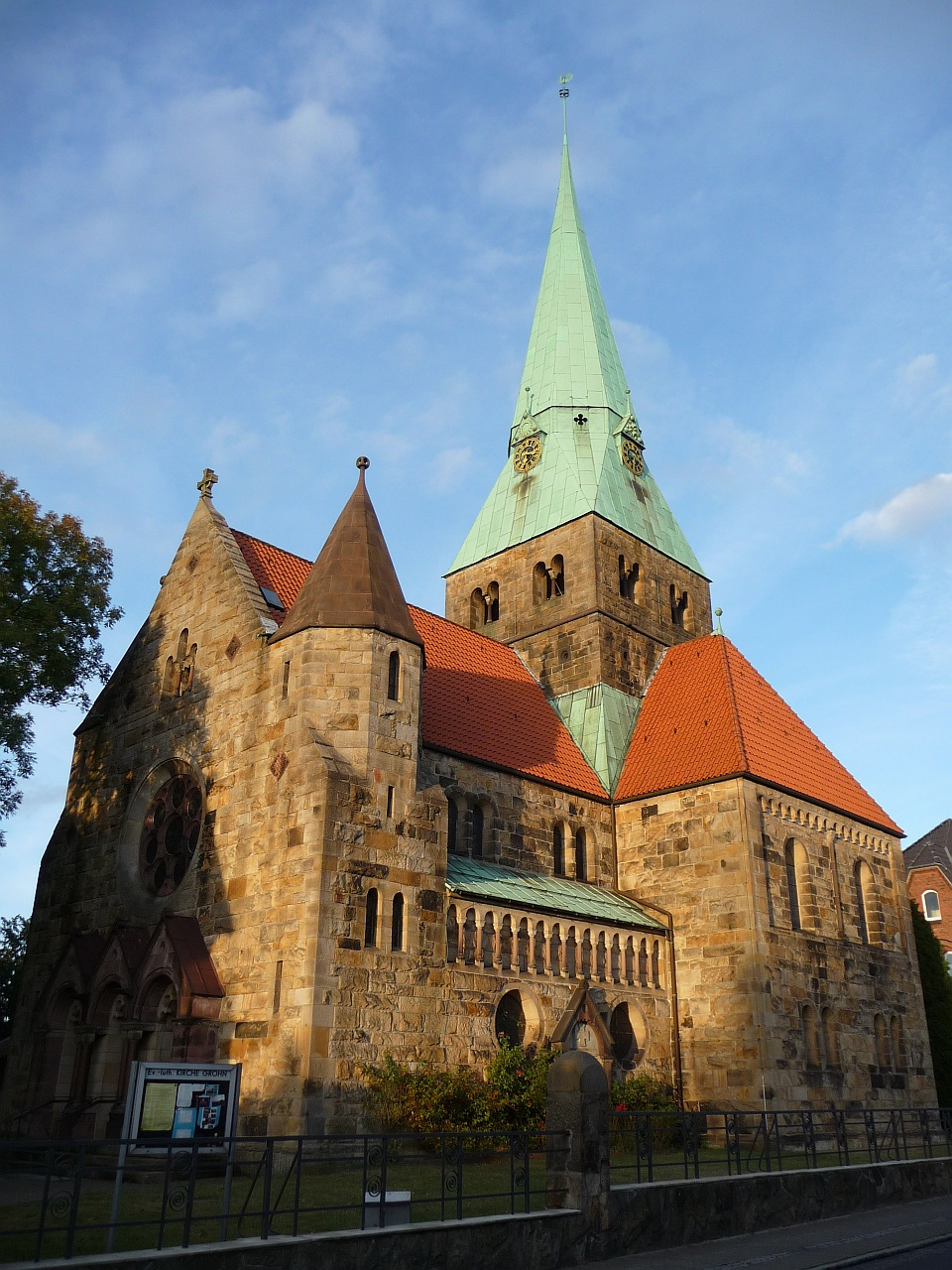
St. Michael in Bremen-Grohn
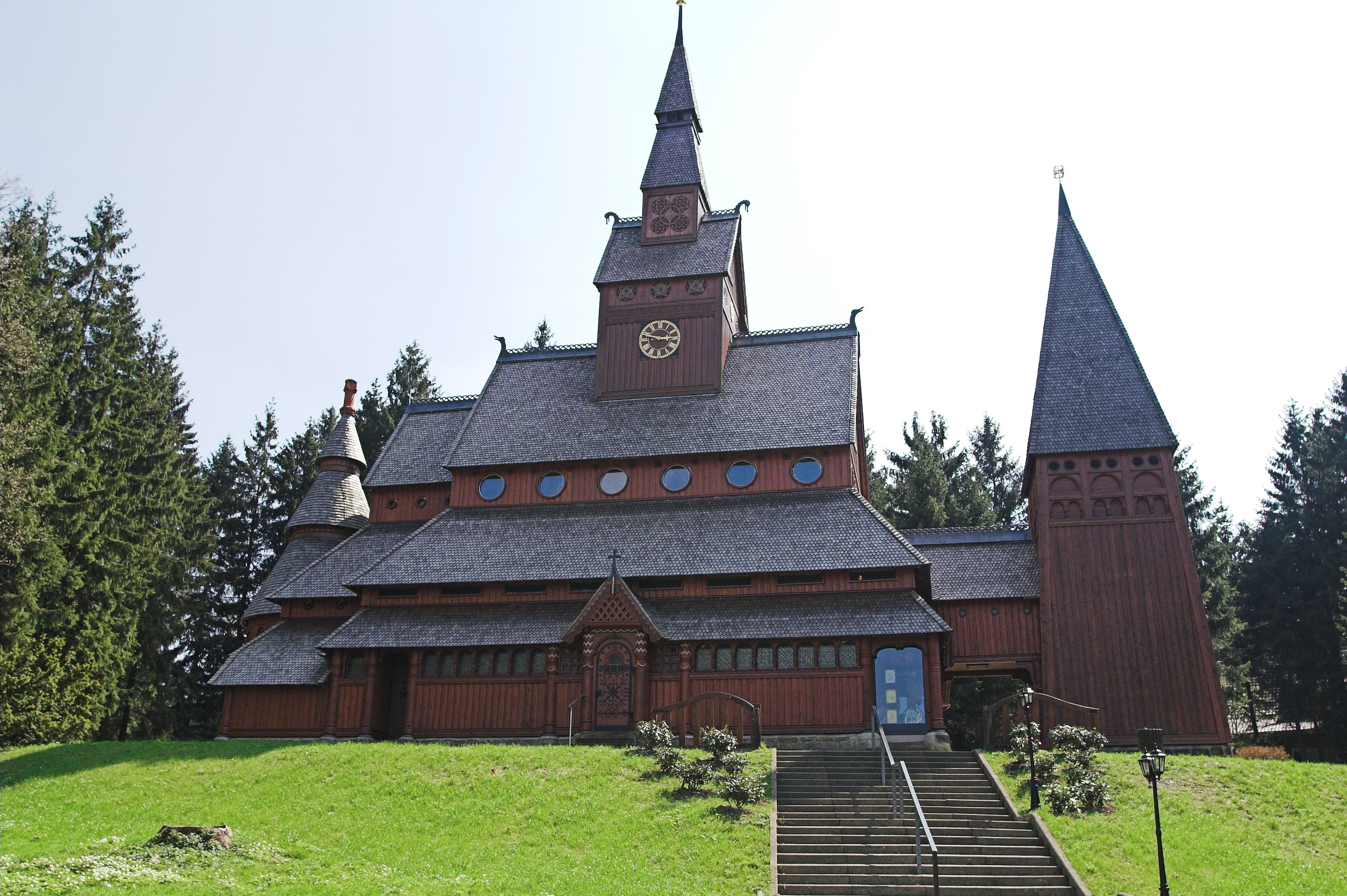
Gustav-Adolf-Stabkirche in Hahnenklee
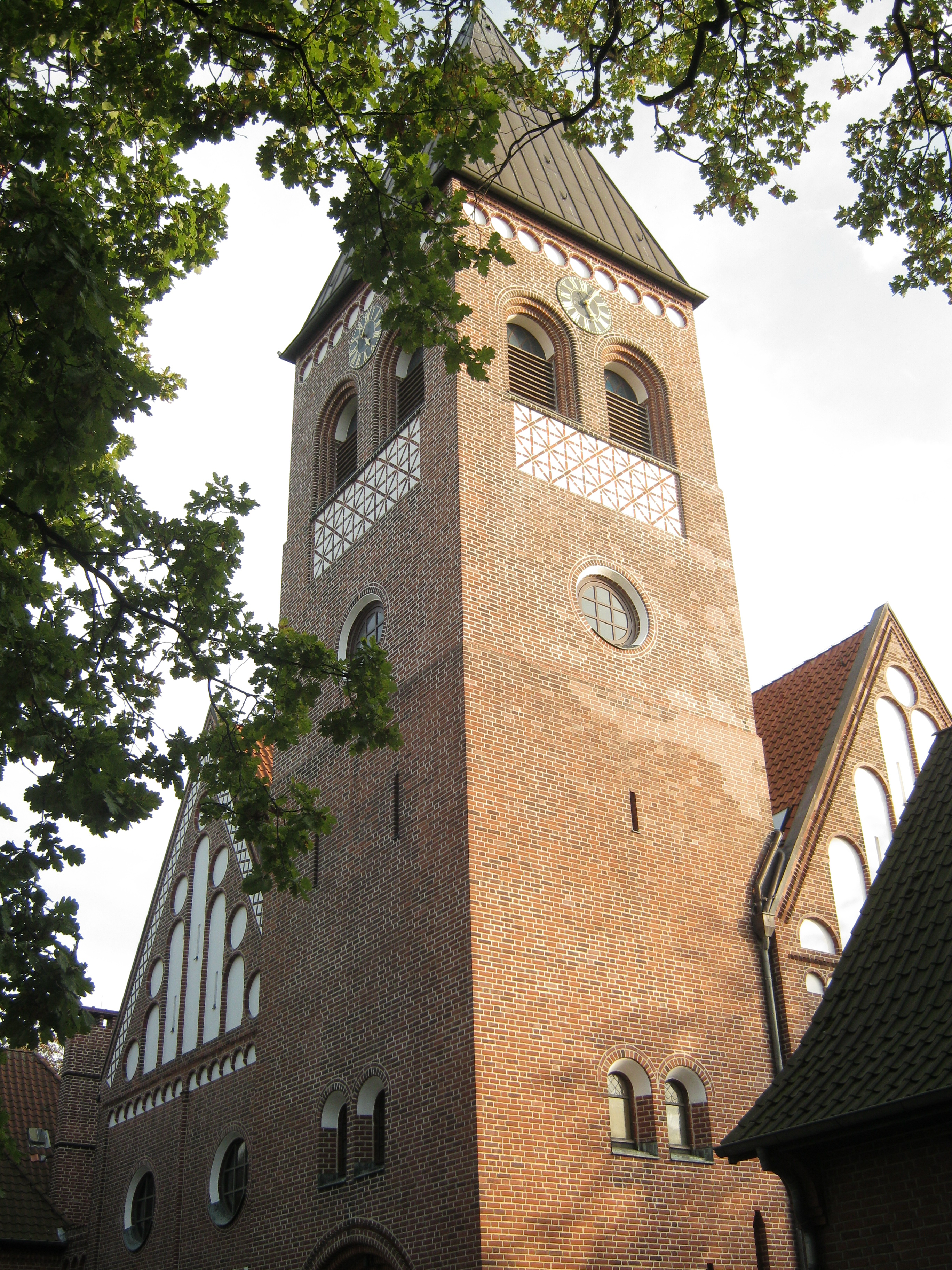
St.-Michaeliskirche in Hamburg-Neugraben-Fischbek
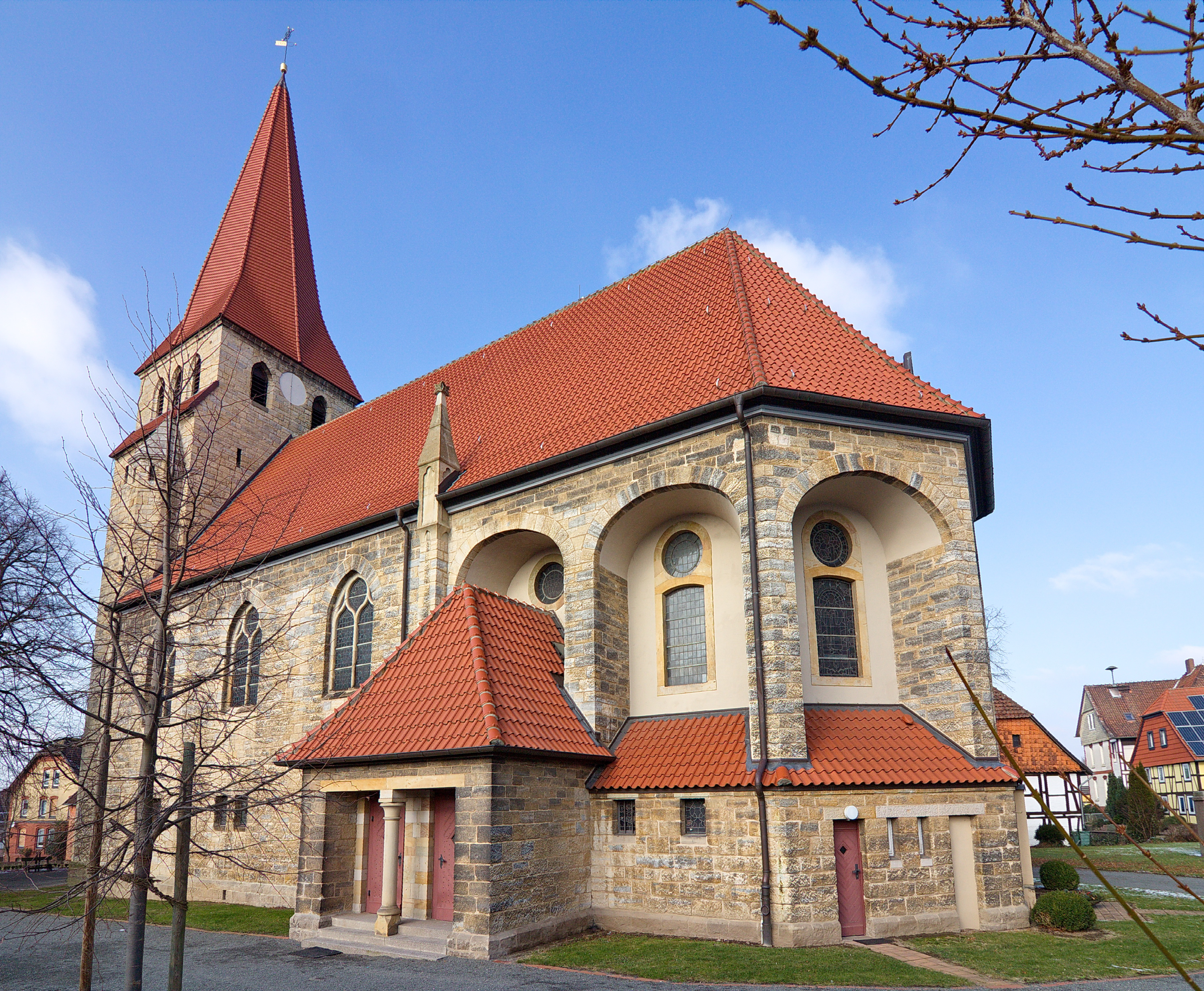
St.-Briccius-Kirche in Adenstedt (Ilsede)

## Ehrungen
- 1909: Ernennung zum Geheimrat
- 1920: Verleihung der Ehrendoktorwürde der Ingenieurwissenschaften (Dr.-Ing. E. h.) der Technischen Hochschule Hannover
- Die 1935 in der Nordstadt von Hannover angelegte Deichmannstraße, ursprünglich benannt nach dem Major Arnold Deichmann, wurde 1936 umbenannt in Mohrmannstraße.[8]
- In Hahnenklee ist nahe der Stabkirche eine Straße als Prof.-Mohrmann-Weg benannt worden.

## Schriften
- Conrad Wilhelm Hase. In: Hannoversche Geschichtsblätter. Sonderdruck, Hannover 1902.
- Aus dem Leben eines deutschen Künstlers. In: Centralblatt der Bauverwaltung, 22. Jahrgang 1902.
- Evangelisch-lutherisches Gesangbuch der Hannoverschen Landeskirche: Schrift (Karl-Mohrmann-Schrift) und Buchschmuck zur mehrfarbigen Schmuckausgabe, Hannover 1910, und zur einfarbigen Notenausgabe, Hannover 1914.[9]